# Boris Kalin (filozof)
Boris Kalin (Biograd na Moru, 17. veljače 1930. – Zagreb, 13. rujna 2023.) bio je hrvatski filozof. Bavio se problemima unapređivanja nastave filozofije i istraživanjem nastave hrvatske filozofske baštine. Objavio je više znanstvenih i stručnih radova.

## Životopis
Kalin je diplomirao filozofsku grupu predmeta 1955. na Filozofskom fakultetu u Zagrebu. Doktorirao je potom 1980. Učiteljevao je kao profesor filozofije u Klasičnoj gimnaziji u Zagrebu (od 1956. do 1973.), a zatim i na Pedagoškoj akademiji te Filozofskom fakultetu u Zagrebu gdje je od 1973. do umirovljenja bio predavač na kolegiju "metodika nastave filozofije".
Autor je poznatoga gimnazijskog udžbenika „Povijest filozofije” (1973), koji je do sada izašao u više od 30 izdanja.